# Districtul Gjirokastër

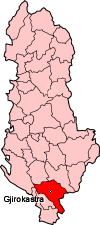
Districtul Gjirokastër în Albania

Gjirokastër este un district în Albania.
1. 1 2 3  GeoNames